# Listas de rios do Brasil
O Brasil conta com uma rede hidrográfica formada por rios extensos e de grande volume de água.  Geograficamente o país foi dividido segundo o Conselho Nacional de Recursos Hídricos em 12 regiões identificadas como: Região hidrográfica Amazônica, Região hidrográfica do Tocantins-Araguaia, Região hidrográfica do Atlântico Nordeste Ocidental, Região hidrográfica do Parnaíba, Região hidrográfica do Atlântico Nordeste Oriental, Região hidrográfica do São Francisco, Região hidrográfica do Atlântico Leste, Região hidrográfica do Atlântico Sudeste, Região hidrográfica do Paraná, Região hidrográfica do Paraguai, Região hidrográfica do Uruguai e Região hidrográfica do Atlântico Sul, que por sua vez são subdividas em bacias hidrográficas, normalmente identificadas pelo nome do rio principal que compõe a bacia. 

## Principais Rios do Brasil por extensão
| Rio                | Foz              | Comprimento km | Imagem |
| ------------------ | ---------------- | -------------- | ------ |
| Rio Amazonas       | Oceano Atlântico | 6.992          |        |
| Rio Paraná         | Rio da Prata     | 3.998          |        |
| Rio Purus          |                  | 3.400          |        |
| Rio Madeira        | Rio Amazonas     | 3.315          |        |
| Rio São Francisco  | Oceano Atlântico | 2.863          |        |
| Rio Paraguai       | Rio Paraná       | 2.695          |        |
| Rio Tocantins      | Oceano Atlântico | 2.460          |        |
| Rio Juruá          | Rio Amazonas     | 2.410          |        |
| Rio Araguaia       | Rio Tocantins    | 2.115          |        |
| Rio Xingu          | Rio Amazonas     | 1.870          |        |
| Rio Parnaíba       | Oceano Atlântico | 1.850          |        |
| Rio Tapajós        | Rio Amazonas     | 1.784          |        |
| Rio Uruguai        | Rio da Prata     | 1.770          |        |
| Rio Negro          | Rio Amazonas     | 1.700          |        |
| Rio Guaporé        | Rio Mamoré       | 1.749          |        |
| Rio Içá            | Rio Amazonas     | 1.645          |        |
| Rio Grande         | Rio Paraná       | 1.360          |        |
| Rio Iguaçu         | Rio Paraná       | 1.320 km       |        |
| Rio Iriri          | Rio Xingu        | 1.300          |        |
| Rio Juruena        | Rio Tapajós      | 1.240          |        |
| Rio Paraíba do Sul | Oceano Atlântico | 1.137          |        |
| Rio Tietê          | Rio Paraná       | 1.136          |        |

## Rios do Brasil porunidade federativa

### Região Norte do Brasil
- Rios do Acre
- Rios do Amapá
- Rios do Amazonas
- Rios do Pará
- Rios de Rondônia

### Região Nordeste do Brasil
- Rios de Alagoas
- Rios da Bahia
- Rios do Ceará
- Rios do Maranhão
- Rios de Sergipe

### Região Centro-Oeste do Brasil
- Rios de Mato Grosso
- Rios de Mato Grosso do Sul

### Região Sudeste do Brasil
- Rios do Espírito Santo
- Rios de Minas Gerais
- Rios de São Paulo

### Região Sul do Brasil
- Rios do Paraná
- Rios do Rio Grande do Sul